# Bernd-Uwe Jahn
Bernd-Uwe Jahn (* 7. Februar 1944 in Oppeln; † 7. August 2019) war ein deutscher Jurist, der von 1973 bis 2010 im Bereich der öffentlichen Forschung wechselweise entweder als Vertreter des BMFT und später BMBF oder als administrativer Direktor nationaler und internationaler Forschungseinrichtungen in Deutschland tätig war.

## Leben und Wirken

### Frühe Jahre
Bernd-Uwe Jahn wuchs nach der Flucht aus Schlesien 1945 im Münsterland auf. Er besuchte in Dülmen das Gymnasium. Von 1963 bis 1970 studierte er Jura an der Universität Bonn und der Universität zu Köln. Parallel zum Studium war er von 1968 bis 1973 wissenschaftlicher Assistent am Institut für Medienrecht der Universität zu Köln und erhielt dort den Doktorgrad 1973. Bernd-Uwe Jahn war verheiratet und hatte vier Kinder.

### Forschungsmanagement
Im selben Jahr begann sein beruflicher Werdegang mit dem Eintritt in das damalige Bundesministerium für Forschung und Technologie (BMFT) in Bonn. Er führte ihn in verschiedene Funktionen durch die Zentralabteilung, die Internationale Abteilung bis hin zur Leitungsebene. Von 1975 bis 1979 war er stellvertretender Leiter des Personalreferats des BMFT. Von 1979 bis 1982 war er stellvertretender Referatsleiter für Bilaterale Kooperationen mit Amerika und Afrika. Von 1982 bis 1985 war er unter Bundesforschungsminister Heinz Riesenhuber Kabinett- und Parlamentsreferent des Ministers. 1985 erfolgte seine Abordnung als Wissenschaftsreferent an die Deutsche Botschaft Washington.
Nach der Rückkehr 1989 wurde Jahn zum stellvertretenden Referatsleiter für Politische Angelegenheiten des Deutschen Zentrums für Luft- und Raumfahrt (DLR) und der Deutschen Agentur für Raumfahrtangelegenheiten (DARA) ernannt. Ab 1990 leitete er das Büro des beamteten Staatssekretärs.

### Leitungspositionen in großen Forschungseinrichtungen

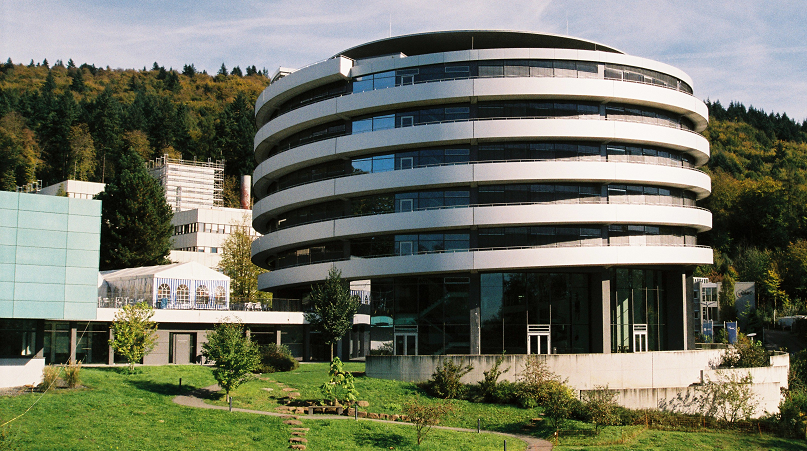
European Molecular Biology Laboratory, Heidelberg

1994 beurlaubte ihn das Bundesministerium für Bildung und Forschung (BMBF) im dienstlichen Interesse, um die Aufgabe des Administrativen und Technischen Geschäftsführers des ehemaligen Hahn-Meitner-Instituts (HMI) in Berlin zu übernehmen. Gleichzeitig wurde er auch zum Berater des neu gegründeten Potsdam-Institut für Klimafolgenforschung (PIK) in administrativen Fragen ernannt. 2000 kehrte Jahn an das BMBF als Leiter des Referats 114 für Europäische Forschungseinrichtungen zurück.
Von 2001 bis 2010 erfolgte eine Berufung als administrativer Direktor des European Molecular Biology Laboratory (EMBL), einer internationalen Forschungseinrichtung in Heidelberg mit 23 Mitgliedsländern. Als Vorsitzender der Arbeitsgruppe „Legal Framework“ war er 2005 mit den rechtlichen und organisatorischen Rahmenbedingungen für den Bau der Röntgenlaser-Anlage XFEL bei DESY betraut. Auf Einladung des Okinawa Institute of Science and Technology (OIST) war er 2011 Mitglied einer internationalen Arbeitsgruppe mit dem Auftrag, die Statuten und Rechtsvorschriften des Instituts zu reformieren und zu ergänzen. Nach seiner Pensionierung bestand bis 2016 seine Verbindung zum EMBL als Berater fort.

## Mitgliedschaften
- seit 1994: Verein der Freunde und Förderer des Potsdam Institut für Klimafolgenforschung  (PIK), Potsdam
- seit 2010: Alumni Association des European Molecular Biology Laboratory (EMBL), Heidelberg
- seit 2017: ILTIS-Remote Laboratories e.V., Cottbus (Gründungsmitglied)